# 23-й цикл сонячної активності

Прогнози НАСА щодо кількості сонячних плям для 23-го та 24-го сонячних циклів

23-й цикл сонячної активності — двадцять третій сонячний цикл, рахуючи від 1755 року, коли розпочався систематичний моніторинг кількості сонячних плям. Цикл тривав 12,6 років, від серпня 1996 року до грудня 2008 року. Максимальне протягом цього сонячного циклу значення числа Вольфа для кількості сонячних плям спостерігалося в листопаді 2001 року і становило 180,3, а початковий мінімум числа Вольфа складав 11,2. У мінімумі сонячної активності під час переходу від 23-го до 24-го сонячного циклу було загалом 817 днів без сонячних плям. Порівняно з кількома останніми сонячними циклами, активність 23-го циклу була близькою до середньої.

## Історія
Великі сонячні спалахи та корональні викиди маси сталися 7 вересня 2005 року (X17), 15 квітня 2001 року (X14,4) та 29 жовтня 2003 року (X10), спричинивши полярні сяйва, видимі в середніх широтах.

### 2000 рік
Одне з перших великих полярних сяйв 23-го сонячного циклу відбулося 6 квітня 2000 року: яскраво-червоні полярні сяйва було видно аж до Флориди та Південної Європи. 14 липня 2000 року корональний викид маси, викликаний сонячним спалахом магнітудою X5,7, спровокував наступного дня екстремальну геомагнітну бурю (рівень G5). Відомий як Подія Дня Бастилії, цей шторм завдав шкоди системам GPS та деяким системам енергопостачання. Полярні сяйва була видно аж до Техасу.

### 2001 рік
Ще одне велике полярне сяйво спостерігалося 1 квітня 2001 року, коли корональний викид маси влучив у магнітосферу Землі. Полярні сяйва спостерігалися аж у Мексиці та в Південній Європі. 2 квітня 2001 року стався великий спалах на Сонці класу X20, другий за силою з усіх будь-коли зареєстрованих, але викид був спрямований у бік від Землі.

### 2003 рік
Наприкінці жовтня 2003 року відбулася серія потужних спалахів на Сонці. Спалах класу X17,2, який стався 28 жовтня 2003 року, спричинив полярні сяйва, видимі аж до Флориди та Техасу. Геомагнітна буря рівня G5 вразила магнітосферу Землі протягом наступних двох днів. Кілька днів потому, 4 листопада, стався найбільший сонячний спалах, будь-коли виміряний інструментами. Спочатку його оцінили на рівні X28, але пізніше підвищили до класу X45. Цей спалах не був орієнтований на Землю і тому призвів до полярних сяйв лише у високих широтах. Вся послідовність подій, що відбулися з 28 жовтня по 4 листопада, відома як Гелловінська сонячна буря.